# نيسان بسارة
نيسان بسارة (بالإنجليزية: Nissan Bassara)‏ هي سيارة من تصنيع شركة نيسان موتورز.